# Залевский, Станислав
Станислав Эузебиуш Залевский (пол. Stanisław Euzebiusz Zalewski; 16 декабря 1907, Кутно, Лодзинское воеводство — 23 декабря 1992, Варшава) — польский яхтсмен. Участник летних Олимпийских игр 1936 года.

## Биография
Станислав Залевский родился 16 декабря 1907 года в российском городе Кутно (сейчас в Польше).
В 1925 году окончил первую мужскую неполную среднюю школу профсоюза учителей польского языка, в 1936 году — инженерный факультет Варшавского политехнического университета по специальности инженера дорожного и мостового строительства.
Выступал в соревнованиях по парусному спорту за варшавский АЗС, Польский яхт-клуб Варшавы и Польский морской клуб Гдыни.
В 1936 году вошёл в состав сборной Польши на летних Олимпийских играх в Берлине. В классе «6 метров» польский экипаж на яхте «Данута», в который также входили Альфонс Ольшевский, Януш Залевский, Юлиуш Серадзкий и Юзеф Шайба, заняла последнее, 11-е место, набрав 18 очков и уступив 49 очков завоевавшей золото команде Великобритании.
Умер 23 декабря 1992 года в Варшаве. Похоронен на кладбище Старые Повонзки в Варшаве.

## Семья
Отец — Павел Октавиан Залевский (1855 или 1856 — 1917), мать — Ванда Залевская (до замужества — Флорьянович; 1880 или 1881 — 1960).
Старший брат — Януш Залевский (1903—1944), польский яхтсмен. Участник летних Олимпийских игр 1936 года. Член польского Сопротивления.